# ラドネジのセルギイ
ラドネジの聖セルギイ（ラドネジのせいセルギイ；ロシア語: Сергий Радонежский、ラテン文字転写: Sergii Radonezhskii、当初の洗礼名はヴァルフォロメイ、ロシア語: Варфоломей、ラテン文字転写: Varfolomei、1321年/1322年頃 – 1392年9月25日）は、正教会・カトリック教会の聖人。至聖三者聖セルギイ大修道院の創設者。日本正教会ではラドネジの克肖者聖セルギイ（ラドネジのこくしょうしゃせいセルギイ）と呼ばれる。正教会全体でも著名であるが、特にロシア正教会で崇敬される。日本のカトリック教会では聖セルジオ(ラドネーシュ)と呼ばれる。。
中世のロシアにおける最も偉大な宗教的・精神的な指導者であり、修道院の建設者である。今日、サロフのセラフィムとともに、ロシアにおける最も偉大な聖人のひとりとして人々の崇敬を受けている。

## 来歴
ラドネジのセルギイ（ヴァルフォロメイ）の誕生した年についてはよく分かっていない。現在のところ、1314年説、1319年説、1321年説および、1322年説がある。ロストフのボヤール（boyar、大貴族）の家系に生まれたとされ、彼の両親キリルとマリアの頃には貧しくなり、ラドネジ (Radonezh) にステファン、ヴァルフォロメイ、ピョートルの三人の子を連れて移った。両親の死後、ヴァルフォロメイは、モスクワの近郊、ホトコヴォへ行き、そこで長兄ステファンは仕官した。ヴァルフォロメイは、ステファンに対して、より神に近づける平安の地を見つけるよう長兄を説得しマコヴェッツ丘の深い森に至聖三者を記念する小さな教会堂を建設した。これが至聖三者聖セルギイ大修道院の起源である。
しばらくして、長兄ステファンは、モスクワの修道院に移った。ヴァルフォロメイは、セルギイに改名し、修道士として誓いを立てて、森に分け入り隠者として1年以上孤独な生活を過ごした。間もなくすぐに、他の修道士達が、セルギイのもとに集い教会を建設し始めた。しばらくして修道士達はセルギイに師父として自分達を導くよう促した。セルギイは自ら範を垂れ、修道士達に労働により生計を立てることを求めた。セルギイの徳を慕い、多くの修道僧達、寄付が集った。こうして「ポサード」が形成され、現在のセルギエフ・ポサードの起源を形成した。

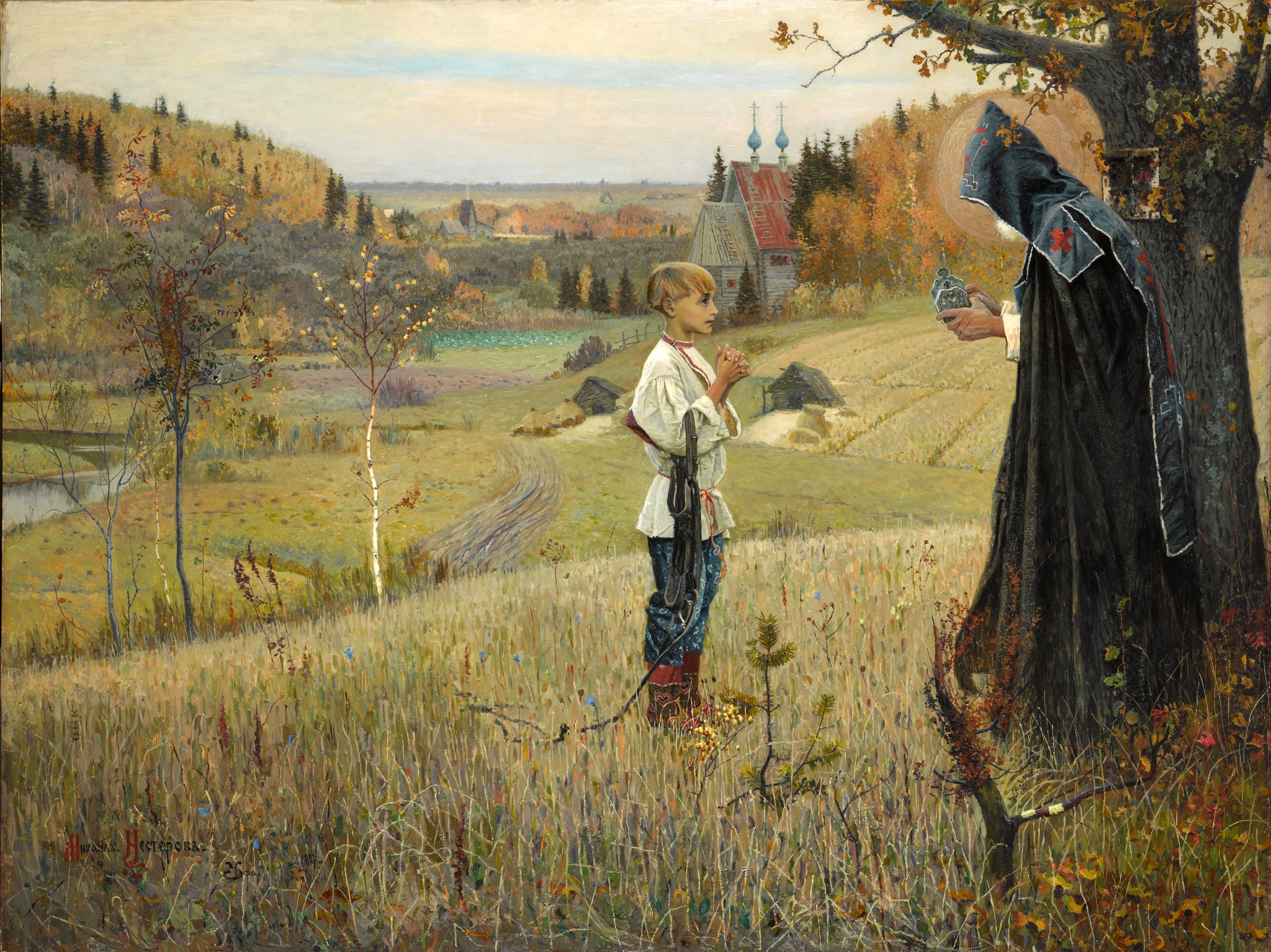
若きヴァルフォロメイの聖なる光景（ミハイル・ネステロフ画、1890年）

セルギイの僧院はコンスタンディヌーポリ総主教庁にも伝わり、総主教フィロテウス (Philotheus Kokkinos) は修道院の特許状を与えた。セルギイとその弟子によって共住制修道生活の理念が中央ロシアから北部ロシアに広まった時期は、ドミートリー・ドンスコイの治世と重なる。セルギイの弟子達は、多くの困難を乗り越えて伝道を続け、ボリソグレフスキー (Borisoglebsky)、フェラポントフ、キリロ・ベロゼルスキー (Kirillo-Belozersky) など多数の修道院を作った。また、聖セルギイは、モスクワのアンドロニコフ修道院と、シモノフ修道院の両修道院の創設にも深く関与している。総じて、セルギイの弟子達は、およそ400の修道院を設立し、セルギイの修道に関する考えを拡大することに寄与した。セルギイに対して、キエフ及び全ロシアの府主教であったアレクシイ (Metropolitan Alexius) は、自らの後継者にセルギイを指名しようとしたが、セルギイは一介の修道士として止まることを望み、丁重にこの申し入れを断っている。
セルギイはあくまで徹頭徹尾禁欲的な生活を送り、国政への関与などは考えられなかったが、ドミートリー・ドンスコイを支持し、彼が1380年、クリコヴォの戦いで初めてモンゴルを撃破したことを賛美している。セルギイは、いわゆる「タタールのくびき」に対してロシアの諸侯国が争いを止めてドミートリーの下、結集することを訴えた。
1392年9月25日に死去した。

## 崇敬
1422年、彼の遺体は不朽体として至聖三者聖セルギイ修道院の至聖三者大聖堂に収められた。1452年に彼はロシア正教会により列聖された。教会は9月25日（グレゴリオ暦に換算すると2007年現在では10月8日）を記念して、この日を正教会における記憶日（崇敬の日）と定めた。
現在も彼の遺体は至聖三者聖セルギイ修道院の至聖三者大聖堂に安置されており、多くの信者が崇敬に訪れる。普段はガラスで覆った棺に納められており、早朝のみ蓋が揚げられて直に彼の不朽体に触れる（接吻する）ことができる。